# Teplotní kompenzace

Roštové kyvadlo s teplotní kompenzací

Teplotní kompenzace znamená vyrovnávání vlivu teploty na nějaký oscilátor, měřicí zařízení a podobně. Nejprve vznikla u kyvadlových hodin, později i u setrvačkových (přenosných), velký význam měla ve vysokofrekvenční technice.

## Hodiny
Vlastní frekvence kyvadla závisí na jeho délce, která se s teplotou mění. U přesných kyvadlových hodin se proto od 18. století používaly různé techniky, jak tyto změny vyrovnávat. Mezi nejběžnější patřilo tak zvané roštové kyvadlo s tyčkami z různých kovů uspořádaných vedle sebe tak, aby se jejich roztažení vyrovnávala a celková účinná délka kyvadla s teplou neměnila. Jiný způsob bylo naplnění duté kyvadlové tyče rtutí. Jak hladina rtuti s rostoucí teplotou stoupala, těžiště kyvadla zůstávalo na tomtéž místě.

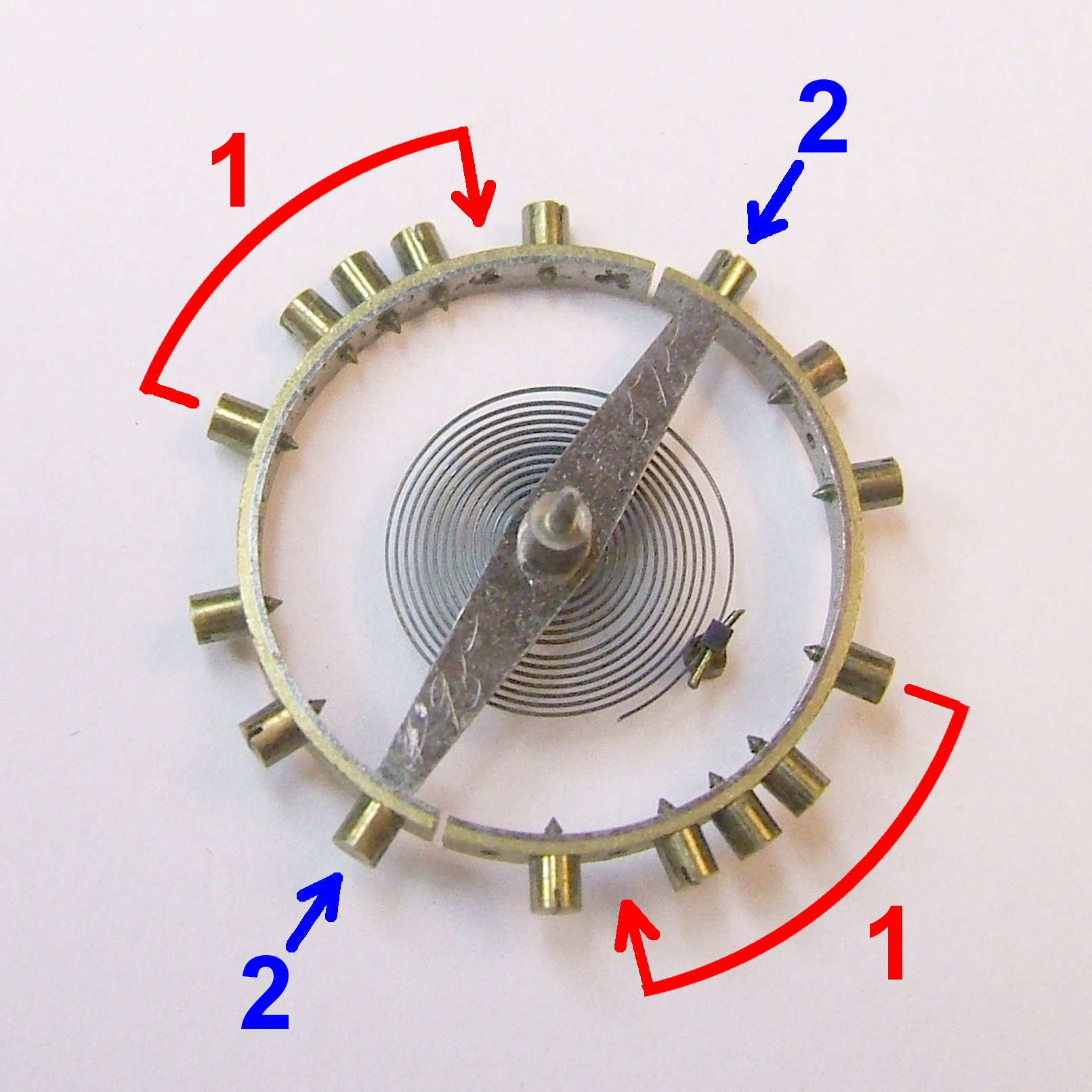
Teplotně kompenzovaná setrvačka (Přesunem šroubků (1) lze měnit účinnost kompenzace)

Složitější je kompenzace setrvačky přenosných hodin, protože s teplotou se mění jak rozměry setrvačky, tak také modul pružnosti vlásku. Řešením byl bimetalický věnec setrvačky: vnější vrstva z mosazi s větším koeficientem roztažnosti, vnitřní vrstva z oceli s menším. Věnec byl na dvou místech rozříznut, takže oba segmenty se s rostoucí teplotou ohýbají směrem dovnitř a přibližně vyrovnávají oba vlivy.
Od konce 19. století se však místo složitých a nespolehlivých kompenzací přecházelo na materiály s nepatrnou teplotní roztažností. U kyvadel to byly například křemenné tyče a později ocelové slitiny s nepatrnou nebo žádnou roztažností (invar). Ty se pak používají i jako materiál pro výrobu setrvaček a vlásků.

## Vysokofrekvenční oscilátory
Stálost kmitočtu vysílače je podmínkou, aby se vysílače na hustě zaplněných pásmech nerušily a u vysoce selektivních komunikačních přijímačů podmínkou pro udržení stálého spojení. K teplotní kompenzaci oscilátorů u vysílačů a komunikačních přijímačů se používaly složité kombinace kondenzátorů s kladným a záporným teplotním koeficientem. S vývojem nových materiálů se však i zde od poloviny 20. století používají raději křemenné výbrusy ("krystaly") s nepatrným teplotním koeficientem.